# Primäre Interop-Assemblys
Primäre Interop-Assemblys oder PIA ist eine typisierte Softwareschnittstelle zur Kommunikation zwischen verschiedenen .Net-Framework-Programmen.

## Beschreibung
Eine PIA ist ein eindeutiges, vom jeweiligen Softwarehersteller bereitgestelltes Assembly mit Typdefinitionen (als Metadaten) von Typen. Es kann nur jeweils pro Programm eine PIA vorhanden sein, die vom Ersteller mit einem eineindeutig Bezeichner (strong namend) signiert sein muss.
Mit dieser Technik ist es möglich, die ältere COM-Technologie in die .NET-Welt zu integrieren.